# Paul Ackerley
Paul Ackerley (Dunedin, 16 de mayo de 1949 - Wellington, 3 de mayo de 2011) fue un jugador de hockey hierba neozelandés. Jugó al hockey hierba como ala derecho. Fue miembro del equipo nacional que ganó el oro en la Juegos Olímpicos de Montreal 1976. Fue internacvional en 25 ocasiones aunque no pudo aumentarla debido al boicot que Nueva Zelanda realizó en los Juegos Olímpicos de Moscú 1980.
Cuando se retiró, fue el seleccionador del equipo nacional femenino que ganó el bronce en los Juegos de la Commonwealth de 1998 disputados en Malasia.